# Sony Xperia Z2
Il Sony Xperia Z2 (nome in codice "Sirius") è uno smartphone di fascia alta prodotto da Sony e annunciato al Mobile World Congress del 2014. Messo in vendita a partire da maggio 2014, è disponibile in tre varianti di colore: nero, bianco e viola.
Come il suo predecessore, l'Xperia Z2 è resistente all'acqua e alla polvere con certificazione IP55 e IP58. Il telefono presenta un nuovo display da 5,2 pollici e un nuovo processore (Qualcomm Snapdragon 801 AB) che permette al dispositivo di registrare video in 4K.
È stato presentato al MWC con il Sony Xperia Z2 tablet e il Sony Xperia M2 il 24 febbraio 2014 ed è stato messo in vendita dapprima a Taiwan (24 marzo 2014) e in seguito a Singapore (5 aprile 2014). In Italia e nel resto del mondo, a causa di problemi dovuti a componenti interne fornite da terzi, l'Xperia Z2 è stato messo in vendita a partire da Maggio 2014.

## Design
Simile alla linea Sony Xperia Z, il Sony Xperia Z2 riprende le forme dei suoi predecessori, ricreano una simmetria perfetta in ogni parte del telefono. Il dispositivo è costruito in alluminio (anche il tasto power) e vetro temperato come i suoi precedenti.

## Caratteristiche

### Hardware
Il Sony Xperia Z2 presenta uno schermo da 5.2 pollici IPS LCD Triluminos con una risoluzione di 1080x1920 pixel (Full HD) con una densità di 424 ppi. Il display è inoltre dotato della tecnologia Live Color LED che riproduce colori più ricchi e luminosità più uniforme su tutto il pannello rispetto al modello precedente. Il sensore fotografico (BSI Exmor RS) è stato ingrandito per catturare più luce ed è capace di scattare foto a 20.7 MP con apertura f:1/2.3 avvalendosi delle G Lens prodotte direttamente da Sony. È disponibile l'HDR e la registrazione di filmati fino alla risoluzione di 4K (2160p, 30fps). Supporta anche l'output di segnale 4K tramite il connettore MHL 3.0. Sulla parte frontale è presente una fotocamera da 2.2 Mp capace di registrare filmati in Full HD.
All'interno del dispositivo troviamo un processore Qualcomm Snapdragon 801 quadcore a 2.3 GHz, una batteria da 3200 mAh non removibile, 3GB di RAM e 16 GB di memoria interna (espandibile con microSD fino a 128 GB, con supporto a microSDXC e microSDHC).
Interessante notare come il dispositivo sia più sottile e leggero del predecessore. 
Per la parte della connettività, il telefono è dotato di Wi-Fi dual-band (802.11 ac), NFC, Bluetooth 4.0, DLNA, GPS (GLONASS), USB OTG, Radio FM.
Il telefono ha anche un doppio microfono per la soppressione dei rumori in chiamata.

### Software
Il Sony Xperia Z2 monta Android 4.4.2 kitkat con interfaccia grafica personalizzata da Sony la quale aggiunge alcune app tra cui Musica, Album e Video. Grazie alla presenza del chip NFC, lo Z2 può eseguire lo screen mirroring con apparecchi televisivi compatibili o lo streaming musicale con speaker wireless. È presente la 'Modalità Stamina', una sorta di risparmio energetico che abbassa le prestazioni del dispositivo in favore della durata (fino a 4 volte superiore). Moltissime app targate Google sono preinstallate sul dispositivo. 
Tra le funzionalità aggiuntive troviamo anche 'Smart Backlight' che permette al display di restare attivo fino a che l'utente lo sta guardando e il 'Glove Mode' per l'uso del schermo tattile anche con i guanti.